# Kimstads socken
Kimstads socken i Östergötland ingick i Memmings härad (före 1888 även en del i Finspånga läns härad), ingår sedan 1971 i Norrköpings kommun och motsvarar från 2016 Kimstads distrikt.
Socknens areal är 67,59 kvadratkilometer, varav 62,08 land. År 2000 fanns här 2 438 invånare. Löfstad slott, godsen Landsjö och Rundstorp, tätorten Norsholm samt tätorten Kimstad med sockenkyrkan Kimstads kyrka ligger i denna socken.

## Administrativ historik
Kimstads socken har medeltida ursprung. 
Till 1888 låg en del av socknen som tillhört Vånga bergslag i Finspånga läns härad (Risinge tingslag) men överfördes då till Memmings härad: Boda, Fröjerum, Hundstorp, Rundstorp, Stafsäter, Sätra och Ulveryd. 
Vid kommunreformen 1862 övergick socknens ansvar för de kyrkliga frågorna till Kimstads församling och för de borgerliga frågorna till Kimstads landskommun. Landskommunen inkorporerades 1952 i Norsholms landskommun och ingår sedan 1971 i Norrköpings kommun. Församlingen uppgick 2010 i Norrköpings Borgs församling.
1 januari 2016 inrättades distriktet Kimstad, med samma omfattning som församlingen hade 1999/2000.  
Socknen har tillhört samma fögderier och domsagor som Memmings härad. De indelta soldaterna tillhörde  Första livgrenadjärregementet, Östanstångs kompani och Andra livgrenadjärregementet, Linköpings kompani.

## Geografi
Kimstads socken ligger sydväst om Norrköping kring Motala ströms utlopp ur Roxen och med Göta kanal och Asplången vid södra gränsen. Socknen är en slättbygd i öster och skogsbygd i väster.

## Fornlämningar

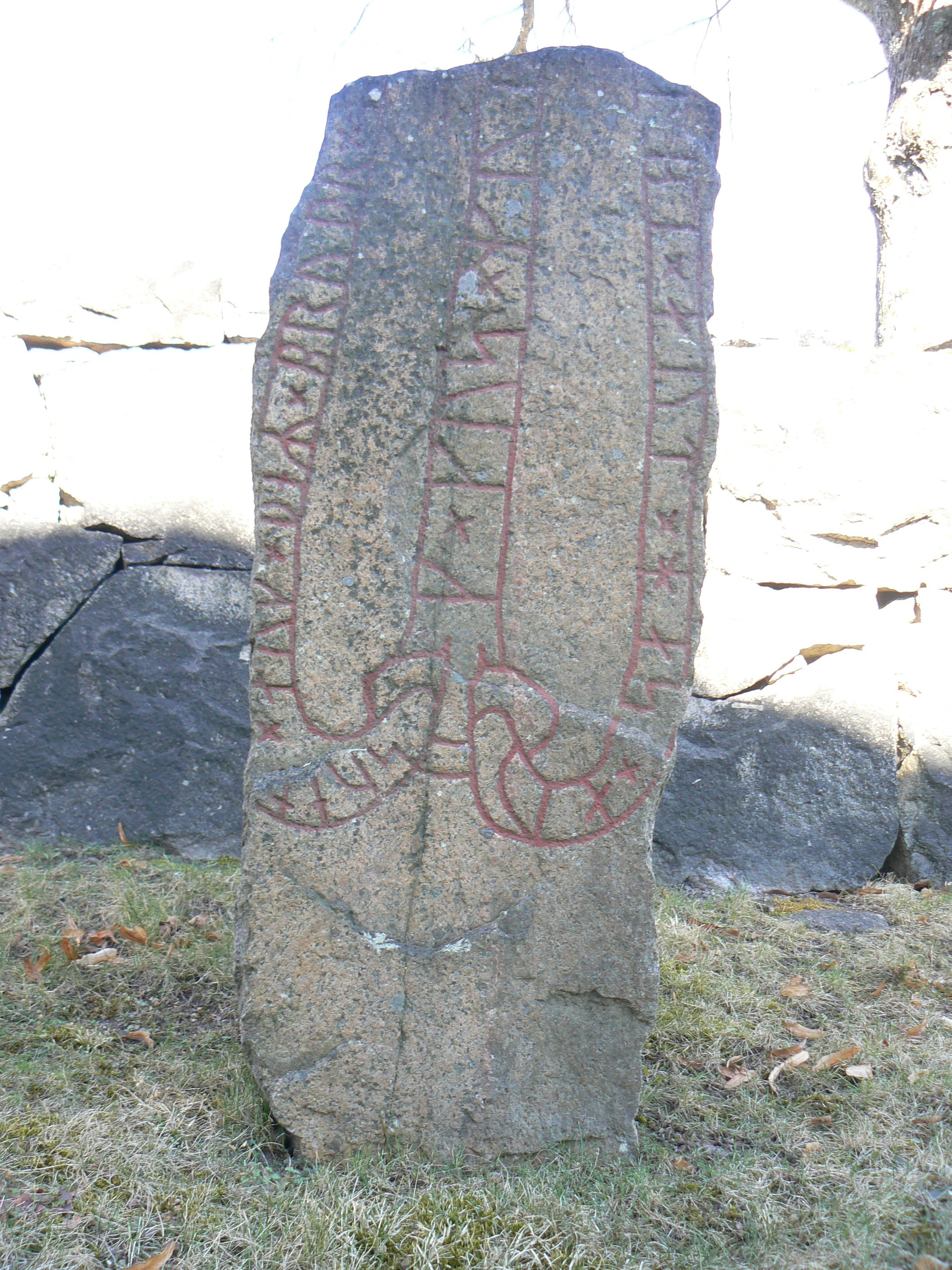
Östergötlands runinskrifter 161 vid kyrkan

Kända från socknen är stensättningar från bronsåldern samt omkring 35 gravfält, stensättningar och tre fornborgar från järnåldern. Två runristningar är kända vid kyrkan.
I socknen finns också tre medeltida borgruiner, de båda biskopsborgarna Munkeboda och Henriksborgen vid Motala Ströms utlopp ur Roxen och Landsjöborgen på en ö i Landsjön.

## Namnet
Namnet (1237 Kimstadum) kommer från kyrkbyn. Förleden är troligen kim, 'spricka;klyfta, ravin' syftande på en del av Motala ström söder om kyrkan. Efterleden är sta(d), 'ställe'.

### Fotnoter
1. 1 2  Svensk Uppslagsbok andra upplagan 1947–1955: Kimstad socken
2. 1 2  Harlén, Hans; Harlén Eivy (2003). Sverige från A till Ö: geografisk-historisk uppslagsbok. Stockholm: Kommentus. Libris 9337075. ISBN 91-7345-139-8
3. ↑  ”Församlingar”. Statistiska centralbyrån. https://www.scb.se/hitta-statistik/regional-statistik-och-kartor/regionala-indelningar/forsamlingar/. Läst 30 december 2022.
4. ↑  Administrativ historik för Kimstad socken (Klicka på församlingsposten). Källa: Nationella arkivdatabasen, Riksarkivet.
5. 1 2  Sjögren, Otto (1931). Sverige geografisk beskrivning del 2 Östergötlands, Jönköpings, Kronobergs, Kalmar och Gotlands län. Stockholm: Wahlström & Widstrand. Libris 9939
6. 1 2  Nationalencyklopedin
7. ↑  Fornlämningar, Statens historiska museum: Kimstads socken
8. ↑  Fornminnesregistret, Riksantikvarieämbetet: Kimstads socken Fornminnen i socknen erhålls på kartan genom att skriva in sockennamn (utan "socken") i "Ange geografiskt område"
9. ↑  Mats Wahlberg, red (2003). Svenskt ortnamnslexikon. Uppsala: Institutet för språk och folkminnen. Libris 8998039. ISBN 91-7229-020-X. https://isof.diva-portal.org/smash/get/diva2:1175717/FULLTEXT02.pdf